# (2077) Кянсу
(2077) Кянсу (лат. Kiangsu) — астероид, относящийся к группе астероидов пересекающих орбиту Марса , который был открыт 18 декабря 1974 года китайскими астрономами в обсерватории Нанкин и назван в честь провинции Цзянсу. 

Орбита астероида Кянсу и его положение в Солнечной системе
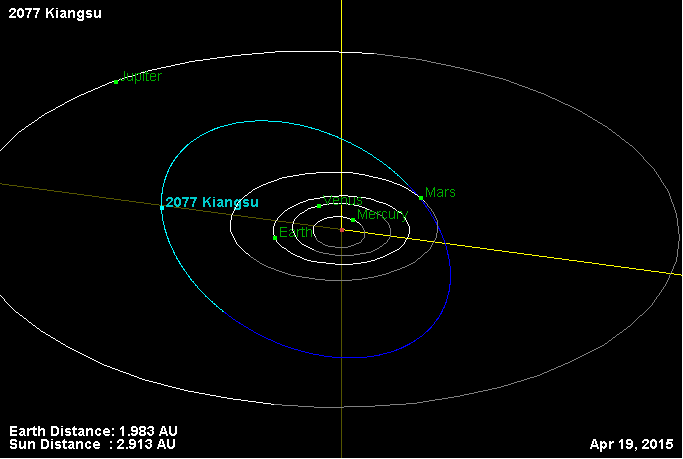
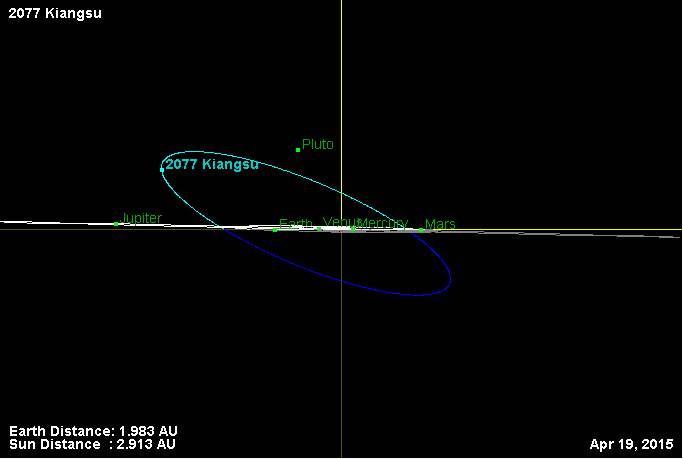